# Daghdaghan (Khodjaly)
Daghdaghan est un village de la région de Khodjaly en Azerbaïdjan.

## Population
Elle compte 213 habitants en 2005.